# Leopold Gratz
Leopold Gratz (4 de noviembre de 1929—2 de marzo de 2006) fue un político austríaco. 

## Biografía
Nacido en Viena, Gratz se afilió a los socialistas (SPÖ). De 1963 a 1966 fue miembro del Bundesrat, de 1970 a 1971 fue el ministro Federal de Educación y Artes. De 1966 a 1973 y de 1986 a 1989 fue miembro del Nationalrat, de 1971 a 1973 como líder de los socialistas en el parlamento.
De 1973 a 1984 fue Alcalde de Viena y cabeza del gobierno municipal. De 1984 a 1986 fue el ministro de Asuntos Exteriores Austríaco, y de 1986 a 1989 fue el primer presidente de la Nationalrat. Estuvo en medio de dos escándalos, el "Bauring" (sobre la construcción del Vienna General Hospital) y el asunto Udo Proksch.
Gratz murió en Viena en marzo del 2006.
| Predecesor: Alois Mock       | Ministro Federal de Educación y Artes 1970 - 1971        | Sucesor: Fred Sinowatz     |
| Predecesor: Bruno Pittermann | Líder del grupo socialista en el Nationalrat 1971 - 1973 | Sucesor: ¿?                |
| Predecesor: Felix Slavik     | Alcalde de Viena 1973 - 1984                             | Sucesor: Helmut Zilk       |
| Predecesor: Erwin Lanc       | Ministro de Asuntos Exteriores 1984 - 1986               | Sucesor: Peter Jankowitsch |
| Predecesor: Anton Benya      | Presidente del Nationalrat 1986 - 1989                   | Sucesor: Rudolf Pöder      |